# Raised On Radio〜時を駆けて
『Raised On Radio〜時を駆けて』（Raised On Radio）は、1986年に発表されたジャーニーのアルバム。黄金期ジャーニーの最後のアルバムであり、本作をもってバンドは解散することになる。

## 解説
この当時のジャーニーは『エスケイプ』（1981年）、『フロンティアーズ』（1983年）と立て続けにメガヒットを記録しており、アメリカを代表するトップバンドにまで成長していた。そのため、バンドの内外を取り巻く状況も大きく変わっていた。音楽のコマーシャル化や商業的なライブ・ツアーなどに対するメンバーの反発も多く、バンドには様々な問題が生じていた。1984年にはスティーヴ・ペリーがドラマーのスティーヴ・スミスをクビにしたといううわさが流れ（当時、ロック評論家の伊藤政則は「スティーヴ・スミスは巧すぎてジャーニーをクビになった」と発言した）。後にスティーヴ・スミスとベースのロス・ヴァロリー（オリジナル・メンバーであった）の2人は「ツアーには参加するがスタジオには入らない」という噂が非公式に広まった。実際にはスティーヴ・スミスはアルバムに一部参加したが、両名ともツアーに参加しなかった。このためアルバム制作時のメンバーはスティーヴ・ペリー、ニール・ショーン、ジョナサン・ケインの3人であった。
本作はタイトルが示す通り、アメリカのラジオ文化に対する彼らの思いを綴っている。1980年代の音楽業界はMTVを主体としたビデオ・クリップなどが全盛の時代で、バンドのメンバーが育ってきた音楽環境とは大きく異なっていた。そういう意味でも「原点回帰」の意味合いが込められたアルバムとも言える。
全盛期にプロデューサー、エンジニアとしてジャーニーのコズミックなサウンドを支えたマイク・ストーンがバンドを離れ、代わってボーカルのスティーヴ・ペリーがプロデューサーを兼ねている。ジム・ケインズがアソシエイティッド・プロデューサーとして実務面エンジニアを務めている。ミックスはブルース・スプリングスティーンやデヴィッド・ボウイに携わったボブ・クリアマウンテンが担当。カヴァー・コンセプトまでがスティーヴ・ペリーのもと行われ、実際のカヴァー・イラストはマイケル・コットンと、かつてジャーニーの前身バンドにドラマーとして在籍したプレイリー・プリンスが手がけた。
サウンド面ではメロディアス・ロックの要素がより強くなっている。1970年代のようなハードロック・サウンドは影を潜め、ジャーニーのアルバムの中でも最もポップで聴きやすい作品に仕上がっている。シンセチェンバロやサックスなど従来のジャーニーのバンドサウンドにはなかった楽器も使用し、各プレイヤーそれぞれが個性を生かした演奏を聞かせ、セッション的性格の楽曲が並ぶ。
解散説が飛び交う中で発売され、ビルボード・チャートで第4位というヒットを記録。そして、その噂通りバンドは「レイズド・オン・レイディオ・ツアー」が終了した時点で活動を停止することになる。前作リリース後すでに活発であった核の3人の各ソロ活動は拡充されるが、脱退したロス・ヴァロリーは引退、スティーヴ・スミスは本来のジャズ/フュージョンの分野へと戻っていく。
同年2月に亡くなった元シン・リジィのフィル・ライノットにささげられている。

## 収録曲
1. ガール・キャント・ヘルプ・イット - "Girl Can't Help It"（ビルボードシングルチャート最高位9位）
2. ポジティヴ・タッチ - "Positive Touch"
3. スザンヌ - "Suzanne"（ビルボードシングルチャート最高位17位）
4. トゥ・ユアセルフ - "Be Good To Yourself"（ビルボードシングルチャート最高位9位）
5. ラヴ・サムバディ - "Once You Love Somebody"
6. 愛の贈り物 - "Happy To Give"
7. レイズド・オン・レイディオ - "Raised On Radio"
8. アイル・ビー・オールライト - "I'll Be Alright Without You"（ビルボードシングルチャート最高位14位）
9. 過ぎ去りし想い - "It Could Have Been You"
10. アイズ・オブ・ウーマン - "The Eyes Of A Woman"
11. 永遠（とわ）への想い - "Why Can't This Night Go On Forever"（ビルボードシングルチャート最高位60位）

2006年CDボーナストラック
1. ガール・キャント・ヘルプ・イット (ライヴ) - "Girl Can't Help It" (live) - 4:17
2. アイル・ビー・オールライト (ライヴ) - "I'll Be Alright Without You" (live) - 4:57

## パーソネル
- スティーヴ・ペリー (Steve Perry) – リード・ボーカル
- ジョナサン・ケイン (Jonathan Cain) – キーボード、バック・ボーカル
- ニール・ショーン (Neal Schon) – ギター、ギター・シンセサイザー、バック・ボーカル、キーボード (10)
- ランディ・ジャクソン (Randy Jackson) – ベース (2、10、11以外全曲)、バック・ボーカル (2、10、11以外全曲)[1]
- スティーヴ・スミス (Steve Smith) – ドラム (2、10、11)

アディショナル・ミュージシャン
- ロブ・グローブ (Bob Glaub) – ベース (2、10、11)
- ラリー・ロンディン (Larrie Londin) – ドラム (2、10、11以外全曲)
- マイク・ベアード (Mike Baird) – ドラム (12 and 13) ※2006年CD版のみ
- スティーヴ・ミンキンズ (Steve Minkins) – パーカッション (3)
- ダン・ハル (Dan Hull) – サクソフォーン (2、7)、ハープ (7)

## レイズド・オン・レイディオ・ツアー
アルバム発表に伴うツアーは1986年8月23日のカリフォルニア〜1987年2月1日アラスカまで64公演（2公演がジョナサン・ケインの体調不良によりキャンセル）が行われた。
主なセットリスト
- "Only the Young"
- "Stone in Love"
- "Any Way You Want It"
- "Girl Can't Help It"
- "Send Her My Love"
- "Open Arms" (I'll Be Alright Without you のときもあった。)
- "Still They Ride"
- "Strung Out"
- "Suzanne"
- "Lights"
- "Wheel in the Sky"
- "Raised on Radio"
- "Ask the Lonely"
- "Who's Crying Now"
- "Oh Sherrie"
- "Lovin', Touchin', Squeezin'"
- "Jailhouse Rock"
- "Separate Ways (Worlds Apart)"

アンコール:
- "Be Good to Yourself"
- "Don't Stop Believin'"
- "Faithfully"